# Telipna
Telipna är ett släkte av fjärilar. Telipna ingår i familjen juvelvingar.

## Bildgalleri

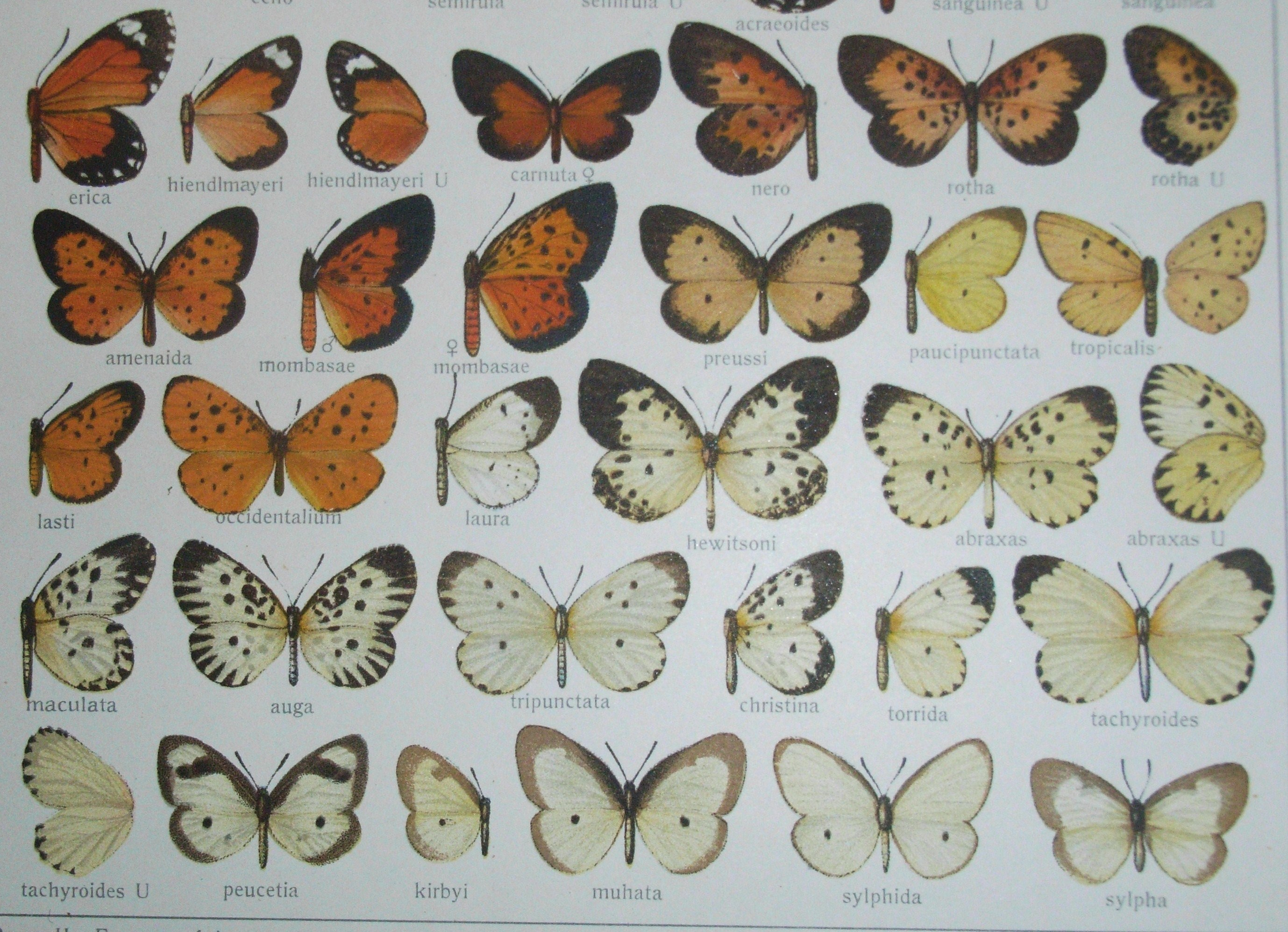
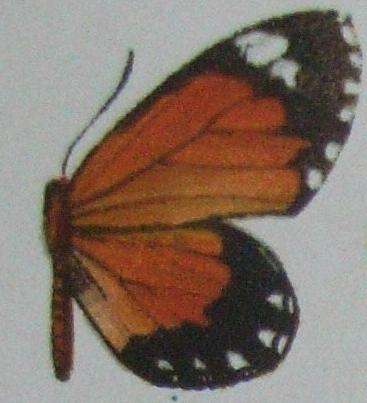

## Dottertaxa tillTelipna, i alfabetisk ordning[1]
- Telipna acraea
- Telipna acraeoides
- Telipna actinotina
- Telipna albofasciata
- Telipna angustifascia
- Telipna anneckei
- Telipna atrinervis
- Telipna aurivillii
- Telipna bimacula
- Telipna bistrigata
- Telipna cameroonensis
- Telipna citrimaculata
- Telipna conjuncta
- Telipna consanguinea
- Telipna depuncta
- Telipna echo
- Telipna erica
- Telipna exstincta
- Telipna exsuperia
- Telipna fervida
- Telipna hollandi
- Telipna ja
- Telipna jefferyi
- Telipna kamitugensis
- Telipna katangae
- Telipna kayonza
- Telipna kelle
- Telipna kigoma
- Telipna laplumei
- Telipna lotti
- Telipna maesseni
- Telipna mariae
- Telipna medjensis
- Telipna neavei
- Telipna nigra
- Telipna nigrita
- Telipna nyanza
- Telipna plagiata
- Telipna rothi
- Telipna rothioides
- Telipna rufilla
- Telipna ruspinoides
- Telipna sanguinea
- Telipna semirufa
- Telipna sheffieldi
- Telipna subhyalina
- Telipna sulpitia
- Telipna transverstigma
- Telipna ugandae
- Telipna venanigra
- Telipna villiersi